# Klövsjö
Klövsjö – miejscowość (tätort) w Szwecji, w regionie administracyjnym (län) Jämtland, w gminie Berg.
Według danych Szwedzkiego Urzędu Statystycznego liczba ludności wyniosła: 292 (31 grudnia 2015), 335 (31 grudnia 2018) i 343 (31 grudnia 2019).